# 采法特
采法特（希伯来语：צְפַת，阿拉伯语：صفد）是以色列北部的一個山城，是加利利地區海拔最高的城市，距離海平面達937米 
。根据以色列中央统计局资料，2003年末该市人口为26,600人。采法特和耶路撒冷、提比里亚和希布伦並列为犹太教四大圣城之一。

## 历史

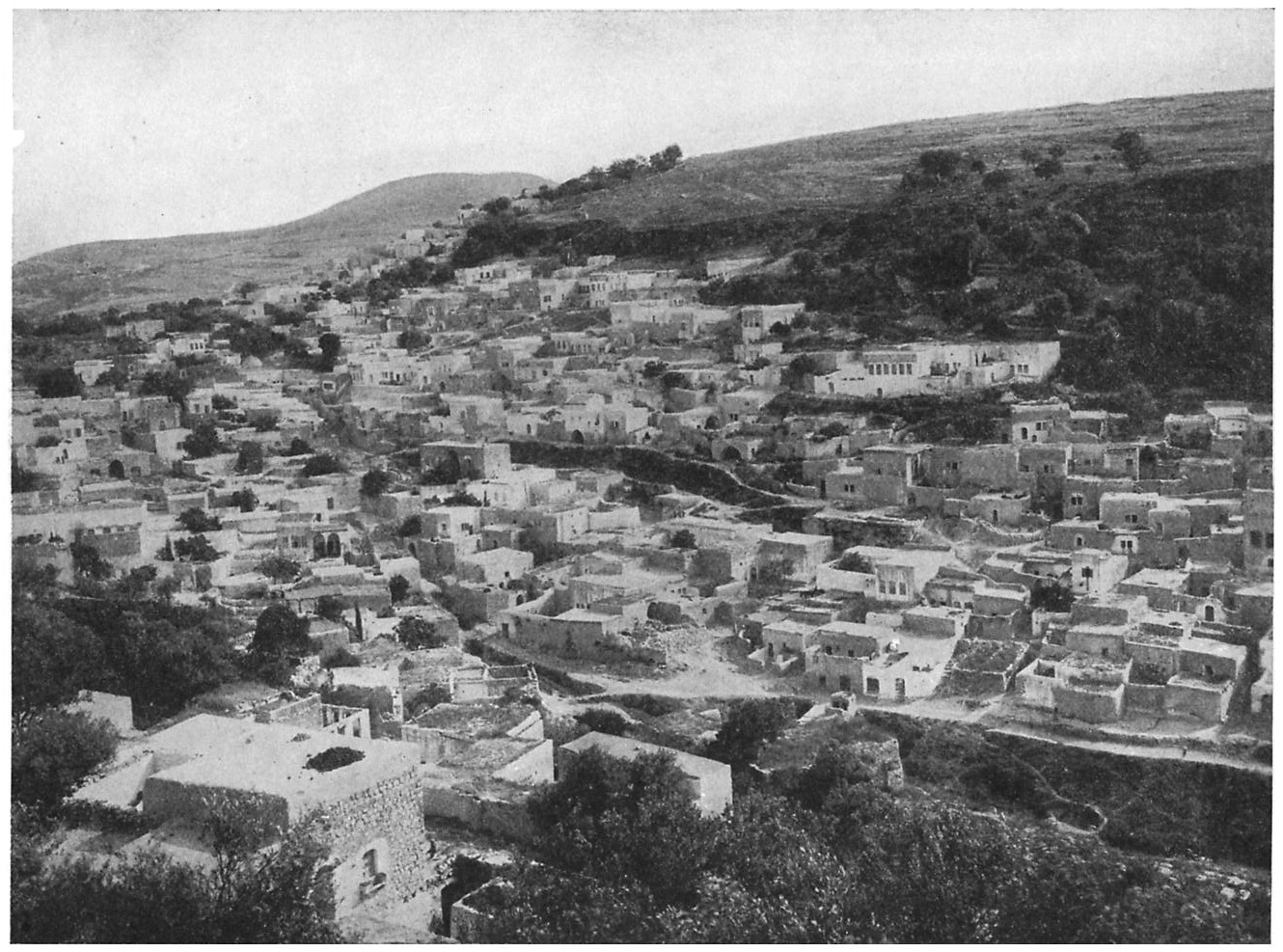
萨法德的穆斯林区，约1908年

在《圣经》《士师记》1章17节中提到的迦南城市「Tzefat」或「Safed」可能是指另一个不同的城市，位于现在以色列的南部而不是北部。
根据聖經故事所記載，采法特是大洪水之后，挪亚的一个儿子所建。

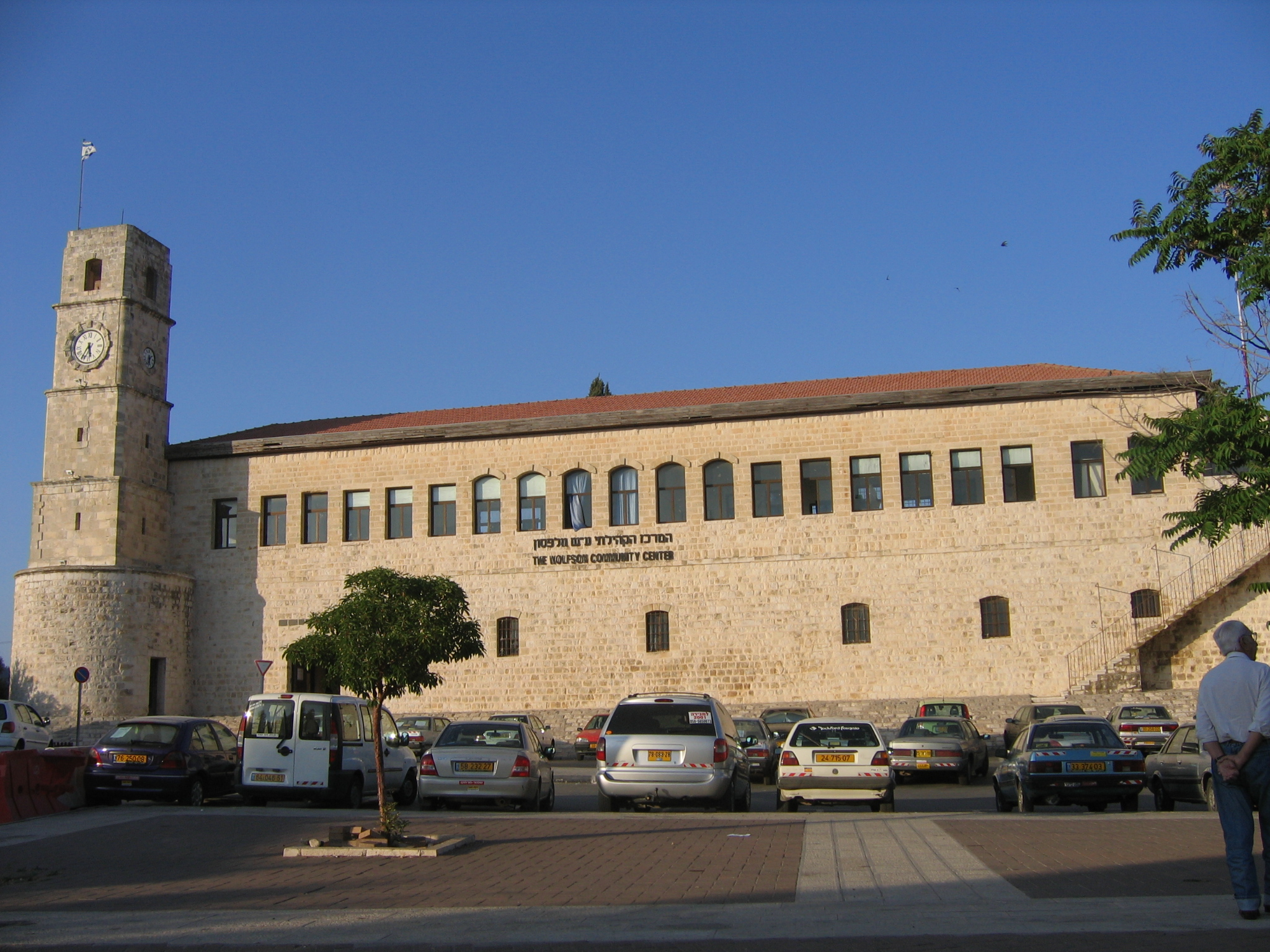
塞拉亚：奥斯曼帝国堡垒

## 文化

#### 艺术家的聚居地
1950至1960年代，萨菲德被誉为以色列的艺术之都。在老阿拉伯区建立的艺术家聚居地是一个创意中心，吸引了来自全国各地的艺术家，其中包括艾萨克·弗伦克尔·弗雷内尔、约斯·伯格纳、摩西·卡斯特尔、梅纳赫姆·谢米、希森·霍尔兹曼和罗利·谢弗。在以色列主要艺术家的历史故居内有几家博物馆和画廊，如弗伦克尔·弗朗内尔博物馆和贝特·卡斯特尔画廊。

#### 音乐
20世纪60年代，萨菲德是全国顶级夜总会的所在地，纳奥米-谢莫尔（Naomi Shemer）、阿里斯-桑（Aris San）和其他歌手都曾在这里举办过首场演出。萨菲德今天已庆祝世界克莱兹梅尔之都，每年举办的克莱兹梅尔音乐节吸引了来自世界各地的顶级音乐家。

## 人口
2008年，采法特的人口為32,000人。43.2%的居民年齡在19歲以下，13.5%在20歲到29歲之間，17.1%在30歲到44歲之間，12.5%在45歲到59歲之間，3.1%在60歲到64歲之間，10.5%在65歲以上。

## 教育
據哥倫比亞廣播公司報道，該市有25所學校，共6,292名學生。有國小18所，學生人數3,965人；高中11所，學生人數2,327人。2001年，采法特的12年級學生中有40.8%考獲大學入學資格。

## 2006年以黎冲突

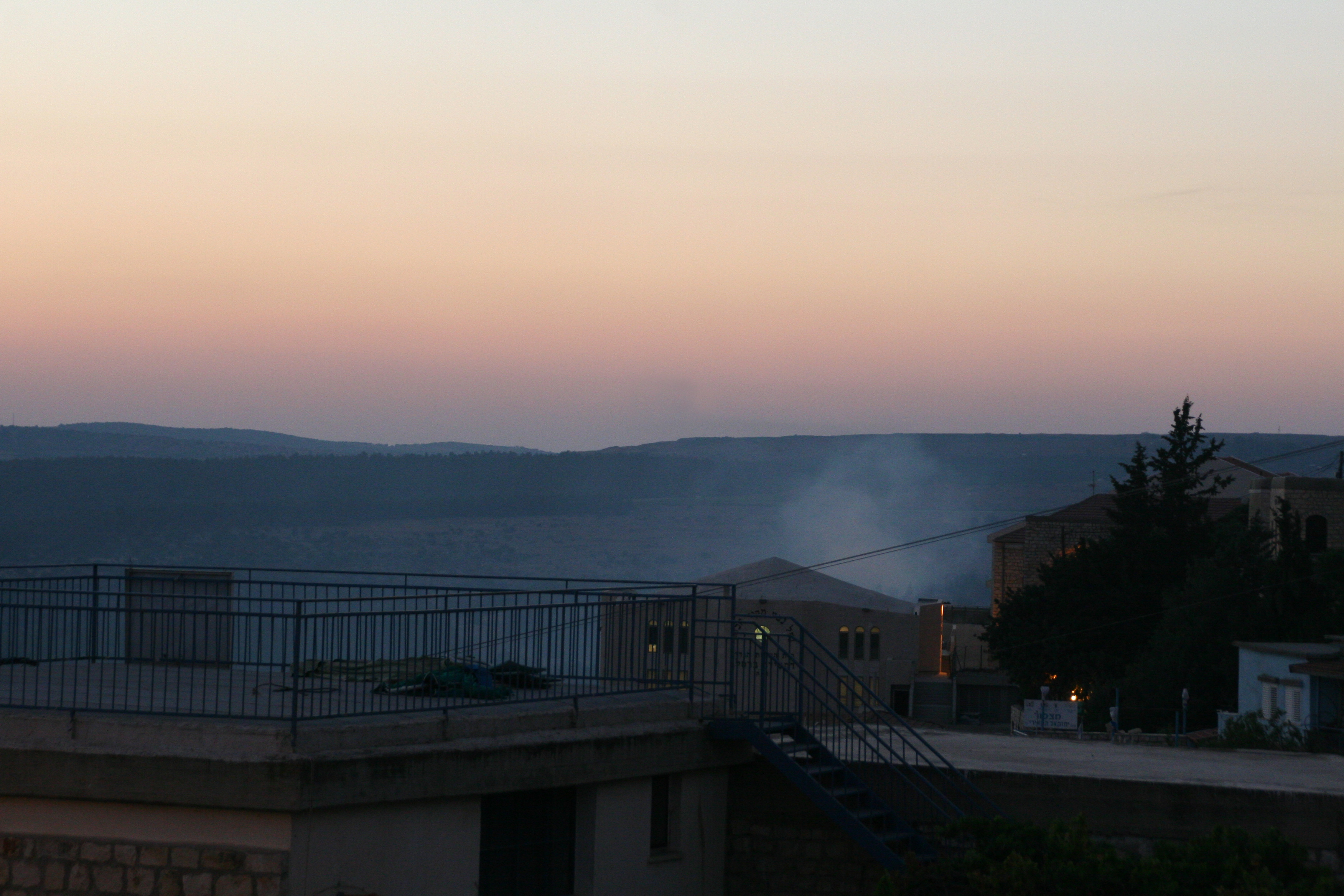
2006年8月4日，喀秋莎导弹袭击萨法德，烟雾升起。

## 名胜

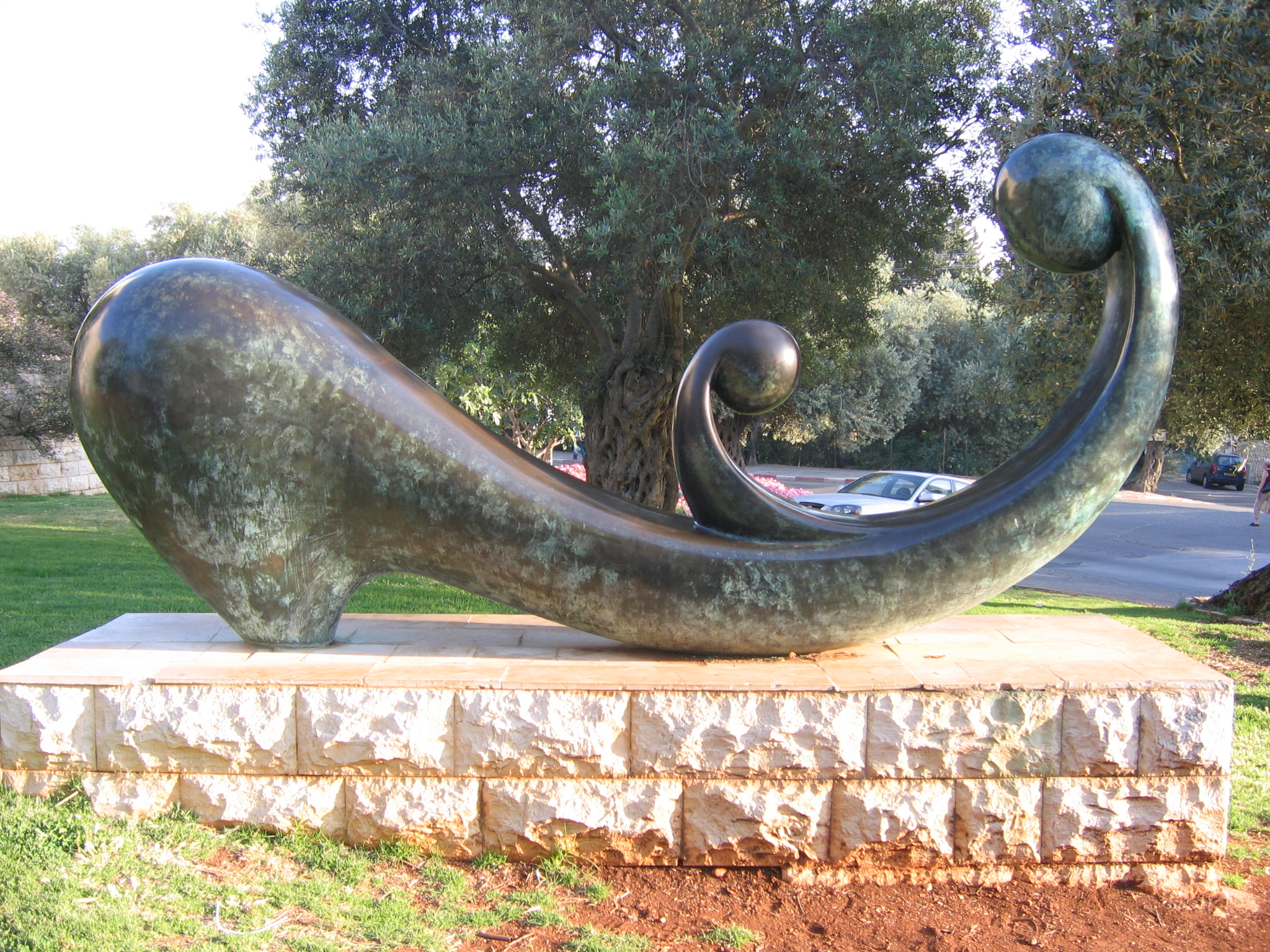
雕塑

- 梅雷博物馆
- 弗伦克尔弗雷尔博物馆
- 城堡
- 塞拉亚：奥斯曼帝国堡垒
- 阿里犹太教堂
- 贝特卡斯特尔画廊
- 阿布哈夫犹太教堂